# Еспо
Еспо (фин. Espoo; швед. Esbo) је град у Финској у округу Нова Земља. Према процени из 2006. у граду је живело 235.019 становника. Други је град по становништву у Финској после Хелсинкија. Део је ширег градског подручја Хелсинкија. Бројне организације имају своја седишта или истраживачке центре у Еспоу. Седиште Нокије, КОНЕ, Фортума је у Еспоу. Технолошки универзитет је такође смештен у Еспоу.

## Историја
Први становници тога подручја стигли су пре око 9.000 година. Сталне насеобине су настале у 12. и 13. веку. Краљевски друм, који пролази кроз Еспо према Стокхолму кроз Турку и Випури потиче из 13. века. Најстарија сачувана грађевина је Еспо катедрала из 1480-их. Еспо је 1920. био село са 9.000 становника, од којих је 70% говорило шведски. Пољопривреда је била главни извор прихода, а 755 становника је живело од пољопривреде. 1940-их и 1950-их се Еспо добија индустрију, а град постаје 1972. Због тога што је био близу Хелсинкија постао је популаран за оне који раде у Хелсинкију, па је становништво Еспоа нарастао од 1950. до 2.000. са 22.000 на 210.000. од 1945. већина становништва говори фински. Шведски 2006. говори само 9% становништва.

## Становништво
Према процени, у граду је 2006. живело 235.019 становника.
| 1990.   | 2000.   |
| ------- | ------- |
| 172.629 | 213.271 |

## Партнерски градови
- Шангај
- Гатчина
- Естергом
- Ервинг
- Кеге
- Мумбај
- Конгсберг
- Кристијанстад
- Сочи